# Christian de Portzamparc
Pour les articles homonymes, voir Portzamparc.
Pour les autres membres de la famille, voir Famille Urvoy.
Christian de Portzamparc, né Christian Hubert Marie Urvoy de Portzamparc le 9 mai 1944 à Casablanca au Maroc, est un architecte, urbaniste, artiste et auteur français diplômé de l’École des Beaux-Arts de Paris en 1969. Il crée son agence, l’Atelier Christian de Portzamparc, en 1980.
En 1994, il est le premier Français à recevoir le prix Pritzker. Il reçoit en 2004 le grand prix de l'urbanisme.
En 2010, les agences d’Elizabeth de Portzamparc, architecte franco-brésilienne et de Christian de Portzamparc mutualisent leurs moyens, chaque concepteur gardant son équipe et sa spécificité. Basés à Paris, ils construisent dans le monde entier, entourés d’une équipe de plus de 100 personnes, travaillant avec des partenaires sur une grande variété de projets de dimension internationale.

## Biographie

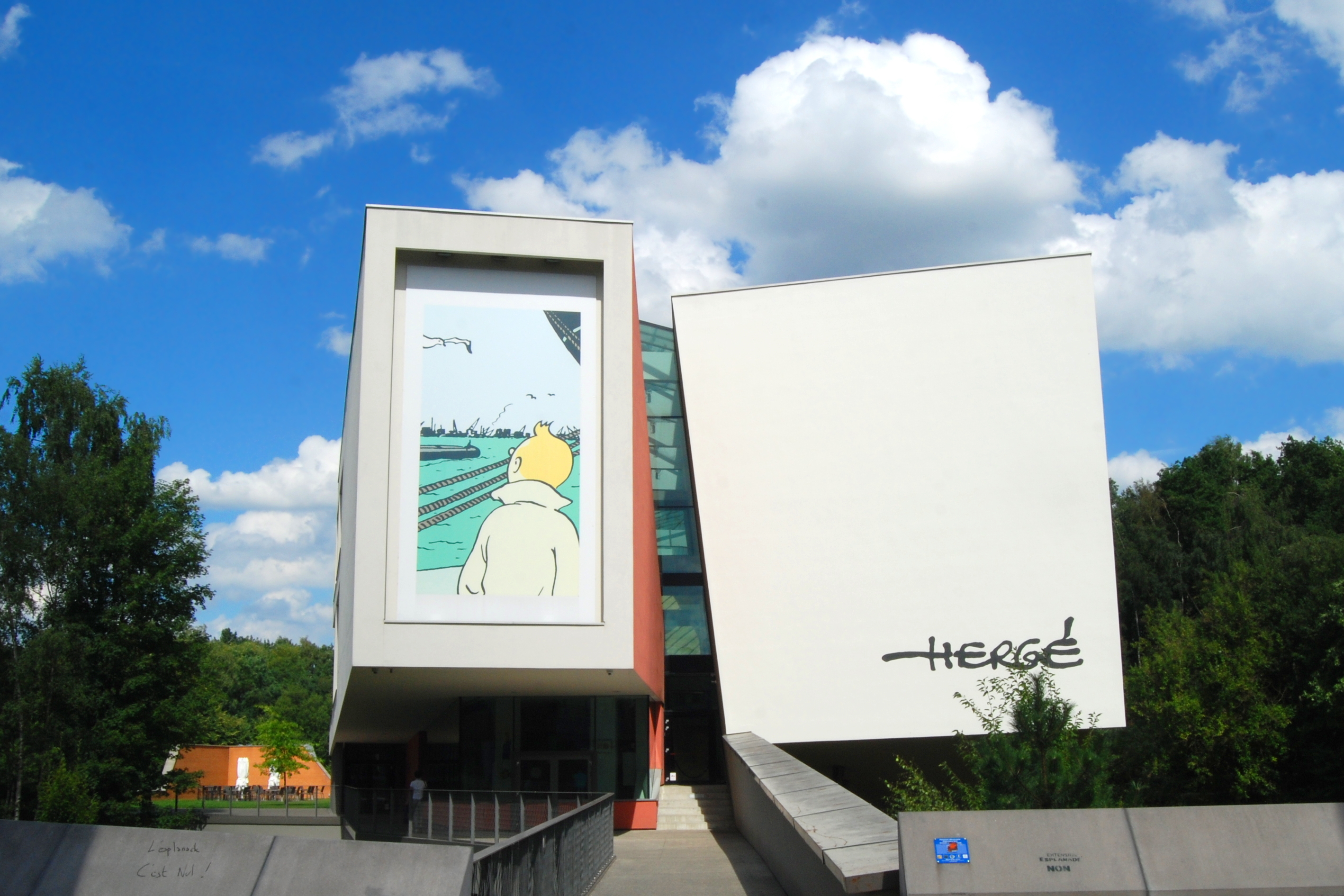
Musée Hergé
(Louvain-la-Neuve - 2009).

Son enfance est liée aux différentes affectations de son père, Maurice, ingénieur et officier dans l'Armée : Casablanca au Maroc, camp militaire de Coëtquidan, Landau en Allemagne.
Il épouse l'architecte brésilienne Elizabeth Jardim Neves en 1982 avec laquelle il a deux fils. 
Ancien élève du lycée Saint-Vincent de Rennes, Christian de Portzamparc a étudié aux Beaux-Arts de 1962 à 1969, notamment dans l'atelier d'Eugène Beaudouin. La découverte des croquis de Le Corbusier l'a poussé à s'orienter vers une spécialisation en architecture. Il s'est toutefois écarté dès cette époque de l'architecture moderniste inspirée des théories de Le Corbusier, estimant qu'on ne pouvait pas, à Paris, faire table rase du passé.
Christian de Portzamparc publie en 2003 Voir écrire, un livre d'entretiens avec l'écrivain Philippe Sollers.
Christian de Portzamparc est aussi le premier titulaire de la chaire de « création artistique » au Collège de France. Il a donné sa leçon inaugurale le 2 février 2006 sur le sujet :
« Architecture : figures du monde, figures du temps ».
Cette notion de transformation urbaine à partir des vides habités le conduit à une recherche sur l'îlot, sur l'échelle d’une sorte de micro-urbanisme, avec la conviction que pour agir sur la question urbaine il fallait repartir de cette dimension intermédiaire entre le quartier et l'immeuble. Il appellera cette vision renouvelée « îlot ouvert » dans les années 1980. Son travail se développe parallèlement sur trois thèmes majeurs : les bâtiments singuliers, les quartiers, et enfin les tours, avec leur dimension verticale et sculpturale.
Après sa première expérience de « signal vertical » pour le Château d'eau à Noisiel, Marne-la-Vallée, Christian de Portzamparc poursuit ses recherches sculpturales sur le thème de la verticalité, de la présence des tours dans la ville. Il conçoit en 1995 un projet de Tour à New York pour le siège de LVMH aux États-Unis. Situé sur la 57e rue, entre la 5e avenue et Madison Avenue, la tour LVMH (en) a été inaugurée le 8 décembre 1999 en présence de personnalités telles qu'Hillary Clinton. Ce bâtiment se distingue des façades lisses de Manhattan grâce à ses trajectoires fuyantes, ses lignes brisées, ses courbes et ses reliefs. Il a été longtemps considéré comme l’une des premières créations artistiques dans le ciel de Manhattan depuis longtemps. Le haut de la Tour est occupé par une salle ouverte à 360 degrés, baptisée magic room. En utilisant du verre sablé de différentes tonalités, Christian de Portzamparc a résolu un problème majeur : la luminosité. En effet, la tour de 24 étages doit faire face à l’immense immeuble d’IBM situé de l’autre côté de la rue.
Christian de Portzamparc est le premier architecte français à recevoir le Pritzker Architecture Prize en 1994, à l'âge de cinquante ans. En 2006, le Collège de France qui s’est doté d'une 53e chaire dite « de création artistique » a fait appel à Christian de Portzamparc pour être son premier titulaire.
De 2008 à 2009, Christian de Portzamparc est à la tête d'une équipe pluridisciplinaire avec laquelle il participe à la consultation sur le Grand-Paris lancée par le président de la République Nicolas Sarkozy et intitulée « Le Grand Pari(s) de l'agglomération parisienne ». Il y défend une conception « rhizomatique » de la métropole, où les territoires se relient par leurs fonctions complémentaires mais sans que cette continuité soit toujours clairement apparente.
En 2010, il est chargé par le gouvernement de Bruxelles des nouveaux développements du quartier des institutions européennes autour du Berlaymont, siège de la Commission européenne.
En novembre 2019, Christian de Portzamparc inaugure sa première exposition en collaboration avec la Galerie Kamel Mennour « Illuminations » du 28 novembre 2019 au 18 janvier 2020. Il y expose pour la première fois son œuvre picturale.

## Par-delà la ville traditionnelle et les grands ensembles: l'îlot ouvert

Les trois principaux types de blocs selon Ch. de Portzamparc.

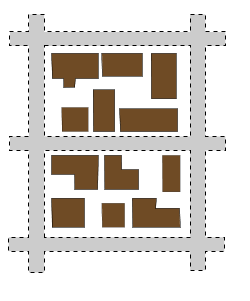
Exemple d'îlots ouverts : bâtiments de formes variées, placés en quinconce dans une trame urbaine traditionnelle.

L'une des premières illustrations de ses idées est l'ensemble de logements sociaux des Hautes-Formes, dans le 13e arrondissement de Paris. Alors que deux tours devaient être construites sur cet emplacement, l'abandon de la construction d'immeubles de grande hauteur dans Paris en 1974 modifie le projet. Christian de Portzamparc décide de tracer une rue à travers le nouveau quartier et de le doter d'une petite place centrale. Il crée une série d'immeubles de taille variée, moins élevés au sud-ouest afin de faciliter l'entrée du soleil. Les ouvertures sont soignées et le plan unique est rejeté au profit de plusieurs modèles différents d'appartements suivant la position dans l'ensemble de bâtiments. Cet ensemble de logements marque la fin de l'architecture uniformisée de l'opération Italie 13.
Après cette première expérience, Portzamparc formalise peu à peu le concept de l’îlot ouvert au cours des années 1980 puis conceptualise une théorie de la ville qu'il appelle l'« âge III » (urbanisation aux formes asymétriques non figées, bâtiments autonomes et non identiques autour d’une rue traditionnelle), s'opposant à l'« âge I », celui de la ville traditionnelle qui se compose autour de la rue fermée sur laquelle s'alignent des bâtiments mitoyens (le bloc haussmannien correspond à ce type d'îlot fermé) et de l'« âge II », ville de l'après-guerre jusqu'aux années 1970 issue du Mouvement moderne (bâtiments autonomes dans un plan libre sans îlot qui se décompose en réseaux et zones de fonctions).
Il oppose ainsi son îlot ouvert aux deux types d'îlots qui ont dominé l'architecture depuis le XIXe siècle :
- le bloc haussmannien qui offre une façade continue sur la rue et, à l'intérieur, se referme sur une cour intérieure ;
- le plan ouvert des grands ensembles, dans lequel les immeubles ne s'orientent plus par rapport aux rues.

L'îlot ouvert, mimétisme de l'îlot américain dans son organisation, rassemble des bâtiments autonomes autour d'une rue traditionnelle. La hauteur des immeubles est limitée sans être identique d'un bâtiment à l'autre. Les façades sont en général alignées sur rue mais sans continuité d'une construction à l'autre. Portzamparc rejette la mitoyenneté afin de créer des appartements dotés d'exposition multiples et de créer des échappées visuelles à l'intérieur de l'îlot.
Ses conceptions architecturales retiennent de l'« haussmannisme » une hiérarchisation entre espaces publics, semi-publics et privés, que l'architecture moderniste de tours et de barres sur dalle a perdue en rejetant la rue traditionnelle multi-fonctionnelle. Il ne reprend toutefois pas la rigueur et l'uniformité des façades « haussmanniennes » traditionnelles, auxquelles il préfère un certain lyrisme, un « bocage urbain » caractérisé par la diversité des constructions.
Il met en œuvre le concept d'îlot ouvert à une grande échelle dans le cadre de l'opération Paris Rive Gauche. La réalisation des plans-masses (dimensions et emplacement des constructions) et la conception précise des bâtiments sont confiées à d'autres architectes, dans le cadre des règles de construction que fixe Christian de Portzamparc. Son objectif est de donner au quartier un caractère basé sur l'alternance de hauteurs, de couleurs, de matériaux et de styles architecturaux. Il utilise la métaphore de la « nature-morte », qui combine de manière harmonieuse des objets différents les uns des autres.

## Quelques réalisations

### Architecture - dernières réalisations

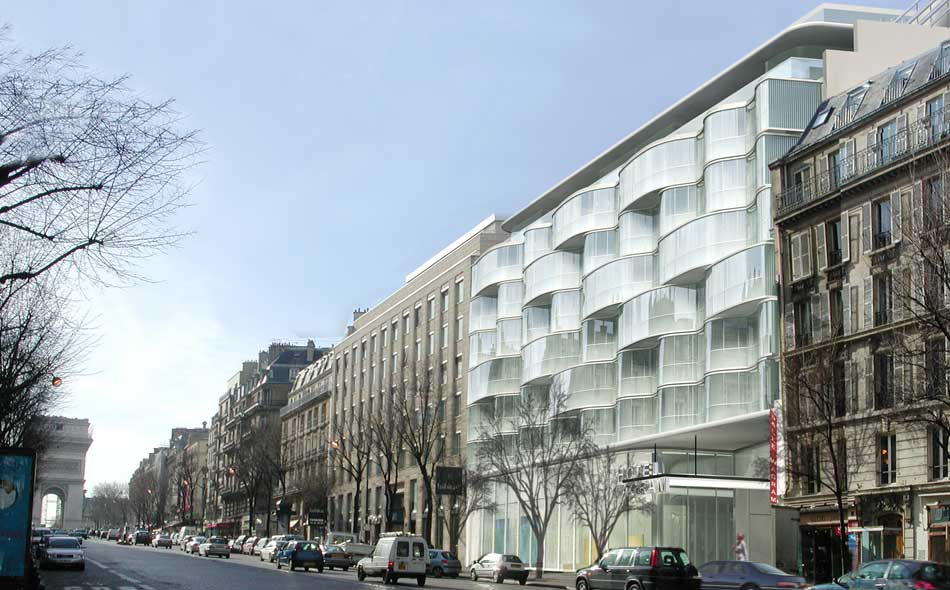
2003-2009 : Hôtel Marriott Renaissance Arc de Triomphe, Paris.

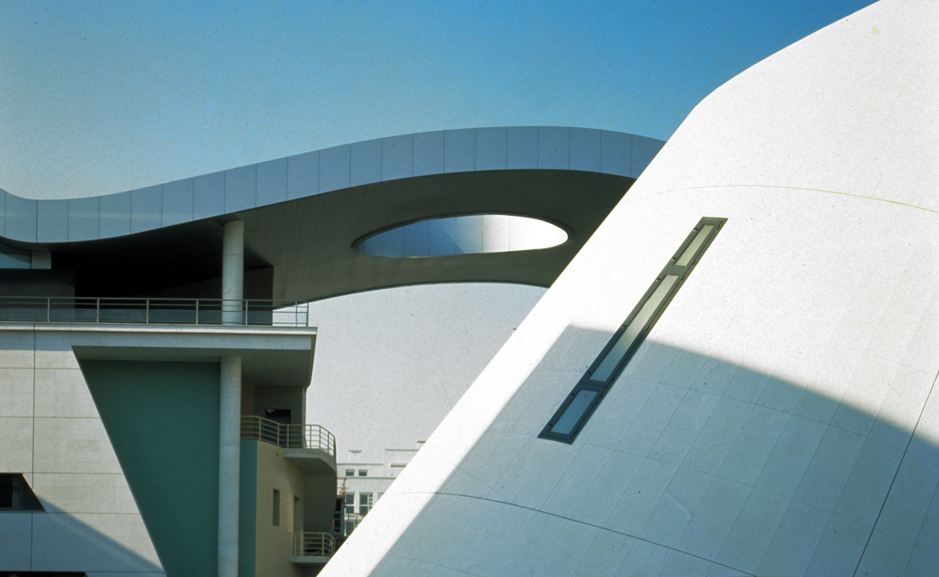
1984-1995 : Cité de la musique, Paris 19e (Prix de l'Équerre d'argent), France

- 2005-2013 : Tour One57[16] - Manhattan – New York, États-Unis / Logements et hôtel
- 2011-2013 : Les Arènes, Casablanca, Maroc / Logements, hôtels, bureaux, commerces
- 2008-2014 : L'Avant-Scène - Trésums[17], Annecy, France, / Logements et hôtel
- 2010-2014 : La Fabrique, Bordeaux, France / Immeuble de bureaux
- 2010-2014 : Beaumartin, Bordeaux, France / Logements, commerces
- 2002-2015 : Tour Prism[18], Manhattan – New York, États-Unis / Logements
- 2008-2016 : Entrepôt Macdonald[19], Paris, France / Reconversion d’entrepôt en logements sociaux (163) et crèche collective de 60 berceaux sur 3 bâtiments certifiés Habitat et Environnement (H&E).
- 2010-2017 : Pont de Lumière[20], Metz, France / Logements
- 2011-2017 : Paris La Défense Arena[21], Nanterre[22], Paris - Nanterre, France
- 2011-2018 : Trigone, Issy-les-Moulineaux, France / Tour de bureaux
- 2012-2018 : Îlot A9B[23], quartier Masséna, Paris, France / Bureaux
- 2012-2019 : Bureaux, commerces, Beyrouth, Liban
- 2012-2019 : Eria, quartier Arago-Bellini, Puteaux, Paris - La Défense, France / Tour de bureaux
- 2013-2019 : Îlot Desaix[24], Lyon, France / Logements, commerces
- 2013-2019 : Centre culturel[25] de Suzhou, Chine
- 2013-2019 : Hôtel Hilton Garden Inn, Massy, France / Restaurant, fitness, parking, espace de co-working
- 2014-2019 : Shangyin Opera House[26], Shanghai, Chine
- 2009-2020 : Grand Théâtre de Casablanca[27], Casablanca, Maroc

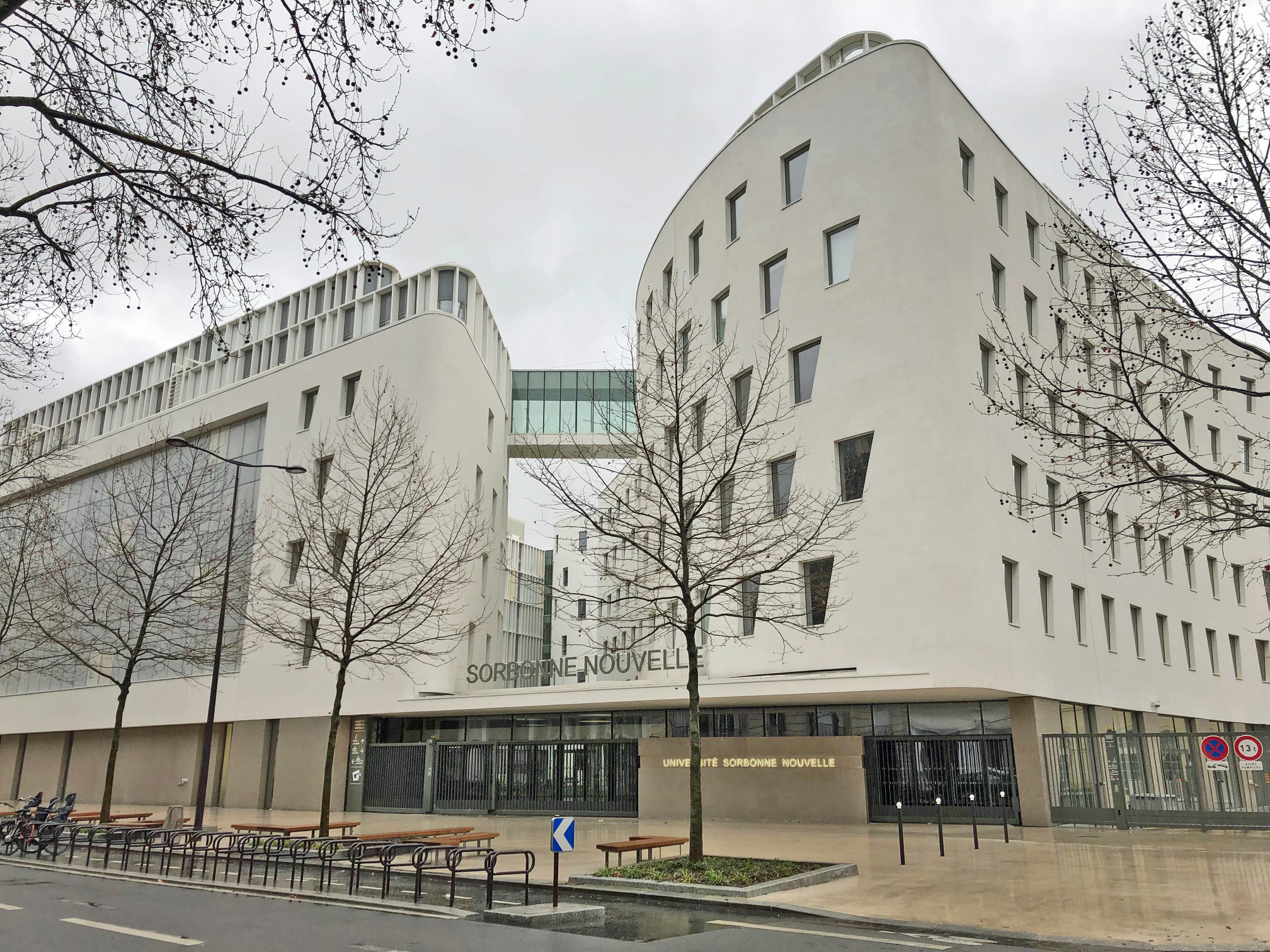
Université Sorbonne Nouvelle

- Université Sorbonne Nouvelle2014-2020 : Campus universitaire Sorbonne Nouvelle[28], Paris, France
- 2014-2021 : Hafencity[29], Hambourg, Allemagne / Tour de bureaux, tour de logements
- 2013-2024 : Tours Sisters[30], Paris - La Défense, France / Tours de bureaux et ensemble hôtelier
- 2016-2024 : Palais des Congrès, Paris, France / Multiprogramme : hôtel, commerces, congrès, bureau

### Urbanisme
- 2005-2010 : Riverside Center[31], Manhattan – New York, États-Unis / Projet urbain et d’architecture sur quatre blocs.
- 1991- 2012 : Les « jardins de La Lironde », Port Marianne[32], Montpellier, France / Projet urbain - Définition des orientations architecturales et urbanistiques de la ZAC “La Lironde“.
- 1995-2012 : Quartier Masséna - Grands Moulins, Seine Rive Gauche[33], Paris, France / Aménagement urbain du secteur - Elaboration des règles de construction : volumétrie, découpage des îlots, tracé des voies et des jardins publics
- 2005-2012 : Quartier Tripode[34], Euronantes, Nantes / Ilot mixte de 12 immeubles distincts avec logements, commerces, hôtel, bureaux
- 2008-… : Grenoble-Esplanade[35], Grenoble, France
- 2009-… : Atelier International du Grand Paris[36], France
- 2009-… : ORSA, Établissement public d'aménagement Orly Rungis Seine Amont[37], France / Stratégie urbaine autour de douze municipalités au sud de Paris.
- 2009-… : Pôle métropolitain du Bourget, Grand Paris, France / Stratégie urbaine autour de cinq municipalités au nord de Paris.
- 2009-… : Rue de la Loi[38] (concours), Bruxelles, Belgique / Définition d’une forme urbaine pour restructurer et densifier la rue de la Loi et ses abords.
- 2010-… : Grand Roissy, Roissy, France / Orientation et développement durable autour de la plate-forme de Roissy-CDG (800 km2)
- 2010-… : EURALENS, Lens, France / Stratégie territoriale autour de la zone du Louvre-Lens.
- 2010-… : Quartier Michelet, Paris-La Défense, France / Élaboration d’un master plan et d’un processus de transformation du quartier Michelet à La Défense.
- 2011-2018 : Atlantis Grand Ouest[39], Massy, France / Développement urbain avec logement, centre de conférence, cinéma, hôtel, commerces.
- 2013-2018 : Île artificielle[40], Qinhuangdao, Chine / Sur la mer de Bohai, 986 000 m2 avec hôtels, logements, installations sportives, services, commerces, bureaux, centre de conférence, port de plaisance, yacht club...
- 2011-2030 : Grenoble Presqu’île[41], France / Développement urbain (830 000 m2) avec laboratoires de recherche, logements, commerces, équipements publics, sportifs et culturel, transports…

## Principales réalisations
- 1971-1974 : Le Château d'Eau[42], Marne-la-Vallée, France / Un signal urbain : un château d’eau.
- 1975-1979 : Les Hautes-Formes[43], Paris 13e, France / six bâtiments, 209 logements sociaux. En association avec Georgia Benamo.
- 1983-1987 : École de danse de l'Opéra de Paris[44], Nanterre, France / Équipement culturel : École de danse pour 150 élèves, logements étudiants (cinquante chambres de trois lits), réfectoire, bureaux, salles de réunion.
- 1984-1995 : Cité de la musique, Paris 19e (Prix de l'Équerre d'argent)[45], France / Équipement culturel et public, Conservatoire Erik Satie
- 1985-1987 : Café Beaubourg[46], Paris, France / Un grand café au cœur de Paris.
- 1988 : Musée Antoine Bourdelle[47], Paris, France / Extension du musée du sculpteur peintre français, Antoine Bourdelle.
- 1989-1990 : Nexus II[48], Fukuoka, Japon / Création d’un ensemble immobilier : 4 immeubles, 37 logements.
- 1991-1995 : Tour de Lille[49] dans l'ensemble Euralille, Lille, France / Tour de bureaux pour le siège du Crédit Lyonnais dans le quartier d’Euralille, au-dessus de la gare Lille-Europe, dans un plan masse dessiné par Rem Koolhaas (OMA).
- 1990-1995 : Rue et place Nationale[50], Paris, France / Projet urbain - Programme mixte de logements, de commerces et d’un équipement public. Réhabilitation de 3 immeubles de 608 logements. Destruction d’un immeuble. Construction de 2 immeubles d’habitation et commerces. Construction d’un immeuble comprenant une école d’enseignement artistique, une salle de concert, des ateliers d’artistes.
- 1991- 2012 : Les « jardins de La Lironde », Port Marianne[32], Montpellier, France / Projet urbain - Définition des orientations architecturales et urbanistiques de la ZAC “La Lironde“.
- 1993-1999 : Palais de justice[51], Grasse, France / Équipement public regroupant le tribunal de Grande Instance, le tribunal de Commerce, le Conseil des Prud’hommes, les juridictions de premier degré. En association avec l’Agence Elizabeth de Portzamparc pour (espaces intérieurs).
- 1993-2006 : Les Champs libres[52], Rennes, France / Équipements publics regroupant trois institutions principales : la Bibliothèque municipale, l’Espace des sciences et le Musée de Bretagne, salle de conférence, administration générale, parking. En association avec l’Agence Elizabeth de Portzamparc (muséographie des collections permanentes).
- 1994-1999 : Extension du Palais des Congrès Porte Maillot[53], Paris 17e, France / Extension du Palais des Congrès, création de lieux d’exposition, bureaux, galerie commerciale et salle de conférences.
- 1995-1999 : Tour LVMH[54], New York, États-Unis / Tour de bureaux de 23 étages pour le siège social du groupe LVMH aux États-Unis comprenant deux commerces en rez-de-chaussée et une salle de réception au dernier étage.
- 1995-2012 : Masséna Seine Rive Gauche[55], Paris, France / Aménagement urbain du secteur - Elaboration des règles de construction : volumétrie, découpage des îlots, tracé des voies et des jardins publics
- 1996-1999 : Espace Lumière[56], Boulogne-Billancourt, France / Immeuble de bureaux destinés aux activités de production audiovisuelle de la première chaîne de télévision française privée, le groupe Canal+. En association avec l’Agence Elizabeth de Portzamparc (architecte d’intérieur).
- 1996-2003 : La Philharmonie Luxembourg[57], Grand-Duché du Luxembourg / Équipement culturel accueillant un grand auditorium, une salle de musique de chambre, une salle électroacoustique.
- 1997-2003 : Ambassade de France en Allemagne[58], Berlin, Allemagne / Équipement public accueillant la résidence de l’Ambassadeur, les bureaux du Consulat et de la Chancellerie, l’antenne culturelle, des espaces de réception, une cafétéria, un amphithéâtre, des logements et des espaces logistiques, le tout réparti en sept bâtiments. En association avec Elizabeth de Portzamparc pour l’architecture des espaces de réception et Régis Guignard pour l’aménagement paysager.
- 1998-2010 : Hôpital de la Croix-Rousse[59], Lyon, France / 15 blocs opératoires, 300 lits, 50 chambres de réanimation, 430 places de parking.
- 2000-2006 : De Citadel[60], Almere, Pays-Bas / Logements et centre commercial.
- 2001-2004 : Siège du journal Le Monde[61], Paris 19e, France / Restructuration lourde d’un immeuble des années 1970 en bureaux pour le siège du journal Le Monde. En association avec l’Agence Elizabeth de Portzamparc (architecte d’intérieur).
- 2001-2008 : Tour Granite[62], Paris-La Défense, Puteaux, France / Tour de bureaux pour la Société Générale devant les tours existantes “Alicante“ et “Chassagne“ construites en 1995.
- 2001-2009 : Musée Hergé[63], Louvain-la-Neuve, Belgique / Équipement culturel accueillant le musée consacré à Hergé, salles d’exposition permanente ou temporaire, salle de projection, cafétéria, boutiques, ateliers, réserves et locaux administratifs.
- 2002-2013 : Cidade das Artes[64], Rio de Janeiro, Brésil / Équipement culturel : salle philharmonique, salle de musique de chambre, salle d’électro-acoustique, siège de l’Orchestre Symphonique Brésilien, école de musique, salles de répétition, médiathèque, salles de cinéma, restaurant, commerces…
- 2002-2015 : Tour Prism[18], 400 Park Avenue South, Manhattan, New York[65], États-Unis / Tour de logements
- 2003-2009 : Hôtel Marriott Renaissance Arc de Triomphe[66], Paris, France / Hôtel, restaurant et commerces.
- 2004-2008 : Multiplexe Europalaces-Gaumont[67], Rennes, France / Espaces commerciaux et loisirs : treize salles de cinémas (neuf enfouies et quatre apparentes), restaurant, librairie multimédia, café littéraire, à proximité du projet des Champs Libres.
- 2004-2008 : Prairie-au-Duc[68], Nantes, France / Projet urbain et création d’un ensemble immobilier avec 154 logements et commerces.
- 2004-2009 : Résidence Bastide[69], Bordeaux, France / Création d’un ensemble immobilier abritant 108 logements et des surfaces d’activité. Jardin en cœur d’îlot.
- 2004-2009 : Siège de Bouygues Immobilier - Galéo[70], Issy-les-Moulineaux, France / Programme mixte de bureaux constitué de trois bâtiments, restaurant inter-entreprises (RIE), commerces, locaux d’activité et parc de stationnement.
- 2005-2010 : Riverside Center[31], Manhattan – New York, États-Unis / Projet urbain et d’architecture sur quatre blocs.
- 2005-2014 : Tour One57[71], Manhattan, New York, États-Unis / Hôtel et logements.
- 2006-2011 : Hôtel de Région Auvergne Rhône Alpes[72], Lyon, France / Bâtiment administratif abritant la Région Auvergne-Rhône-Alpes et accueillant bureaux, salle de délibération, salles de commission, salons de réception, restaurant pour le personnel, parking.
- 2006-2011 : Chai du Château Cheval Blanc[73], 1er Cru Classé, Saint-Emilion, France / Cuviers avec 52 cuves, chai à barriques, salle de dégustation, ateliers, salle de conditionnement, bureaux.
- 2006-2012 : Résidence Tripode[74], Nantes, France / Ilot mixte de 12 immeubles distincts avec logements, commerces, hôtel et bureaux.
- 2008-2015 : Entrepôt Macdonald[75], Paris, France / Reconversion d’entrepôt en logements sociaux (163) et crèche collective de 60 berceaux sur 3 bâtiments certifiés Habitat et Environnement (H&E).
- 2009-2013 : ORSA - Orly Rungis Sine Amont[76], France / Stratégie urbaine autour de douze municipalités au sud de Paris.
- 2010-2016 : La Fabrique, Bordeaux, France / Immeuble de bureaux.
- 2013-2015 : Flagship Dior[77], Séoul, Corée du Sud / Conception, pour la maison de couture Dior, d’un flagship comprenant espaces de vente, salons privés, une galerie et un café sur le toit avec terrasse.
- 2011-2016 : Lemnys[78], Issy-les-Moulineaux, France /  Restructuration de quatre immeubles de bureaux des années 1990 - Bureaux, commerces.
- 2011-2016 : Royal 20, Luxembourg, Grand-Duché du Luxembourg / Immeuble de Bureaux

## Principaux prix, distinctions et décorations
Christian de Portzamparc est commandeur des Arts et des Lettres, officier de l'ordre national du Mérite, chevalier de la Légion d'honneur et membre d’honneur de l’American Institute of Architects.
- 1975 : Lauréat du “PAN VII“ décerné par le Ministère de l’Urbanisme et des Transports pour Les Hautes Formes à Paris.
- 1988 : Prix de l'Équerre d’argent décerné au projet de l’École de danse de l’Opéra de Paris par le groupe de presse spécialisée Le Moniteur.
- 1989 : Chevalier de la Légion d'honneur.
- 1990 : Grand Prix d’Architecture de la Ville de Paris.
- 1992 : Médaille d’Argent décernée par l’Académie d’Architecture.
- 1993 : Today Member of the National French Arts Commission
- 1993 : Grand prix National de l'Architecture, décerné par le Ministère de la Culture
- 1994 : Lauréat du prix Pritzker, remis par la Fondation Hyatt
- 1995 : Prix de l’“Équerre d’Argent“ décerné au projet de la Cité de la musique et le Conservatoire de musique et de danse de Paris par le groupe de presse spécialisée Le Moniteur.
- 1996 : chevalier de l'ordre national du Mérite.
- 1996 : Exposition “Scènes d’atelier“ au Centre Georges Pompidou à Paris, France
- 1998 : Membre d’honneur AIA (American Institut of Architects) remis par l’Institut américain d’architectes
- 2000 : officier de l'ordre national du Mérite.
- 2001 : Business Week and Architectural Record Award pour la tour LVMH[80], New York, États-Unis
- 2004 : Grand prix de l'urbanisme[81], décerné par un jury international, réuni par le Ministère de l’Équipement, des Transports, de l’Aménagement du Territoire, saluant sa contribution à fabriquer et à penser la ville.
- 2004 : Exposition “Pluriel et Singulier“ au Palais des Beaux-Arts de Lille dans le cadre de l’exposition “Lille 2004, Capitale européenne de la Culture.
- 2005 : MIPIM Award pour la restructuration du bâtiment pour Le Monde à Paris, France
- 2006 : Premier titulaire de la 53e chaire dite de « création artistique » au Collège de France, Paris, France
- 2007 : Exposition “Rêver la Ville“, à l’ouverture de la Cité de l’Architecture et du Patrimoine, Paris, France
- 2008 : Exposition “Portzamparc, in the City“, Almere, Pays-Bas, à l’occasion du prix de la meilleure réalisation architecturale des 30 dernières années, décerné par la ville d’Almere.
- 2008 : Consultation internationale de recherche sur “Le Grand Pari de l’agglomération parisienne“.
- 2008 : “International Architecture Award for the best new global design“ décerné par The Chicago Athenaeum Museum of Architecture and Design pour la Cidade das Artes à Rio de Janeiro, Brésil et la Philharmonie Luxembourg.
- 2010 : La Tour Granite du groupe Société Générale, premier IGH en France certifié Haute Qualité Environnementale[82] (HQE) pour sa construction, son exploitation et son utilisation.
- 2010 : "Belgian Building Awards", pour le musée Hergé de Louvain-la-Neuve, Belgique
- 2012 : 1er prix PINI, catégorie “Bâtiment“, décerné par le groupe de presse spécialisée brésilien Editora PINI, pour la Cidade das Artes à Rio de Janeiro, Brésil.
- 2013 : “International Architecture Awards for the best new global design“ décerné par The Chicago Athenaeum pour le chai de Château Cheval Blanc à Saint-Emilion, France.
- 2014 : “Grand Prix AFEX de l’architecture française dans le monde“, décerné par l’association des Architectes Français à l’Export, pour la qualité de ce bâtiment de béton qui est tout à la fois un hommage à l’architecture brésilienne et une création cohérente avec l’œuvre de Christian de Portzamparc.
- 2016 : Le “Mediterranean Mimar Sinan Prize“ décerné par UMAR, Union of Mediterranean Architects, pour son œuvre architecturale.
- 2016 : “International Architecture Awards for the best new global design[83]“ décerné par The Chicago Athenaeum pour House of Dior à Séoul, Corée du Sud.
- 2018 : Le "Praemium Imperiale"[84] décerné par la Japan Art Association dans la catégorie architecture pour ses réalisations artistiques, son rayonnement international et pour avoir contribué, par son œuvre, à enrichir l'humanité.

## Publications
monographies
- Christian de Portzamparc, édité par Le Moniteur, 1984 – 1987
- Christian de Portzamparc Urban situations, édité par Gallery MA - Tokyo - Japan 1991
- Christian de Portzamparc, écrit par Jean Pierre Le Dantec, éditions Le Regard, 1996
- Christian de Portzamparc G.A.Document, 1996
- Christian de Portzamparc Disegno e forma dell’architettura per la città, R.Florio (Roma, Officina Edizioni, 1996)
- Généalogie des formes écrit par Christian de Portzamparc, édité Dis Voir, 1996
- Scènes d'Atelier, catalogue d'exposition édité par le Centre Georges Pompidou, 1996
- Christian de Portzamparc, écrit par Riccardo Florio, édité par Officina Edizioni, 1997
- Christian de Portzamparc, édité par Arc en Rêve / Birkhauser, 1999
- Christian de Portzamparc, entretien avec Y. Futagawa, G.A. Document extra 04 / in Studio Talk interview with 15 architects (Tokyo, A.D.A edita, 2002)
- Christian de Portzamparc, écrit par Gilles de Bure, édité par Terrail, 2003
- Voir écrire, Christian de Portzamparc & Philippe Sollers, Paris, Folio Gallimard, 2003
- Christian de Portzamparc, Grand Prix d'urbanisme 2004, sous la direction de Ariella Masboungi, éditions Parenthèse, 2006
- Architecture : figures du monde, figures du temps, Leçons inaugurales au Collège de France, Collège de France/Fayard, Paris, 2007
- Catalogue d’Exposition « Rêver la ville », Sophie Trelcat, Paris, Le Moniteur, 2007
- Les dessins et les jours, "l'architecture commence avec un dessin", Christian de Portzamparc, éditions Somogy, 2016

Livres sur un projet
- Rue des Hautes Formes, C. de Portzamparc (Paris, Régie immobilière de la ville de Paris, RIVP, 1979)
- La cité de la musique, M. Bleuse, P. Boulez, S. Goldberg, J-C. Casadesus, O. Messiaen, P. Sollers, H. Tonka, C. de Portzamparc (Paris, Champ Vallon, 1986)
- De la danse - école du ballet de L’Opéra de Paris, C. de Portzamparc (Paris, Les éditions du Demi-Cercle, 1990)
- La tour LVMH, entretien avec C. de Portzamparc « Portzamparc ou l’esprit des lieux». «Christian de Portzamparc The LVMH Tower », J. Giovannini, F.Rambert, (Connaissance des Arts hors série, Paris, 1999)
- La Philharmonie de Luxembourg, un monde de musique, entretien avec C. de Portzamparc, M. Brausch. (Luxembourg, Fonds d’Urbanisation et d’Aménagement du Plateau de Kirchberg, 2003)
- L'îlot ouvert - The Open Block, Christian de Portzamparc, entretien avec Florence Accorsi, éditions AAM, juin 2010
- Paris la Défense Arena - Christian de Portzamparc, Virginie Picon-Lefebre, Philippe Chaix (Archibooks, 2019)